# Fasala
Il fasala è una nuova lingua artificiale, progettata, a differenza di altre lingue come l'esperanto o l'ido, più per il piacere della sperimentazione linguistica che con la pretesa di diventare una nuova lingua ausiliaria internazionale.
Il vocabolario del fasala è composto da circa 5000 parole liberamente inventate o derivate dall'italiano o dal greco, spesso rese quasi irriconoscibili. La grammatica somiglia a quella della maggior parte delle lingue europee, ma con una particolarità; il Fasala è infatti caratterizzato dall'uso estensivo di prefissi. Qualche esempio:
- io vedo - in vedu
- io ho visto - in dhavedu
- tu hai visto - un dhavedu
- io vedrò - in dhuvedu

I verbi non si flettono e la grammatica è assolutamente regolare. Il finale di una parola ne identifica la funzione grammaticale. Ad esempio tutte le parole che hanno più di una sillaba e terminano con una -a sono sostantivi.